# Orosz–ukrán gázvita

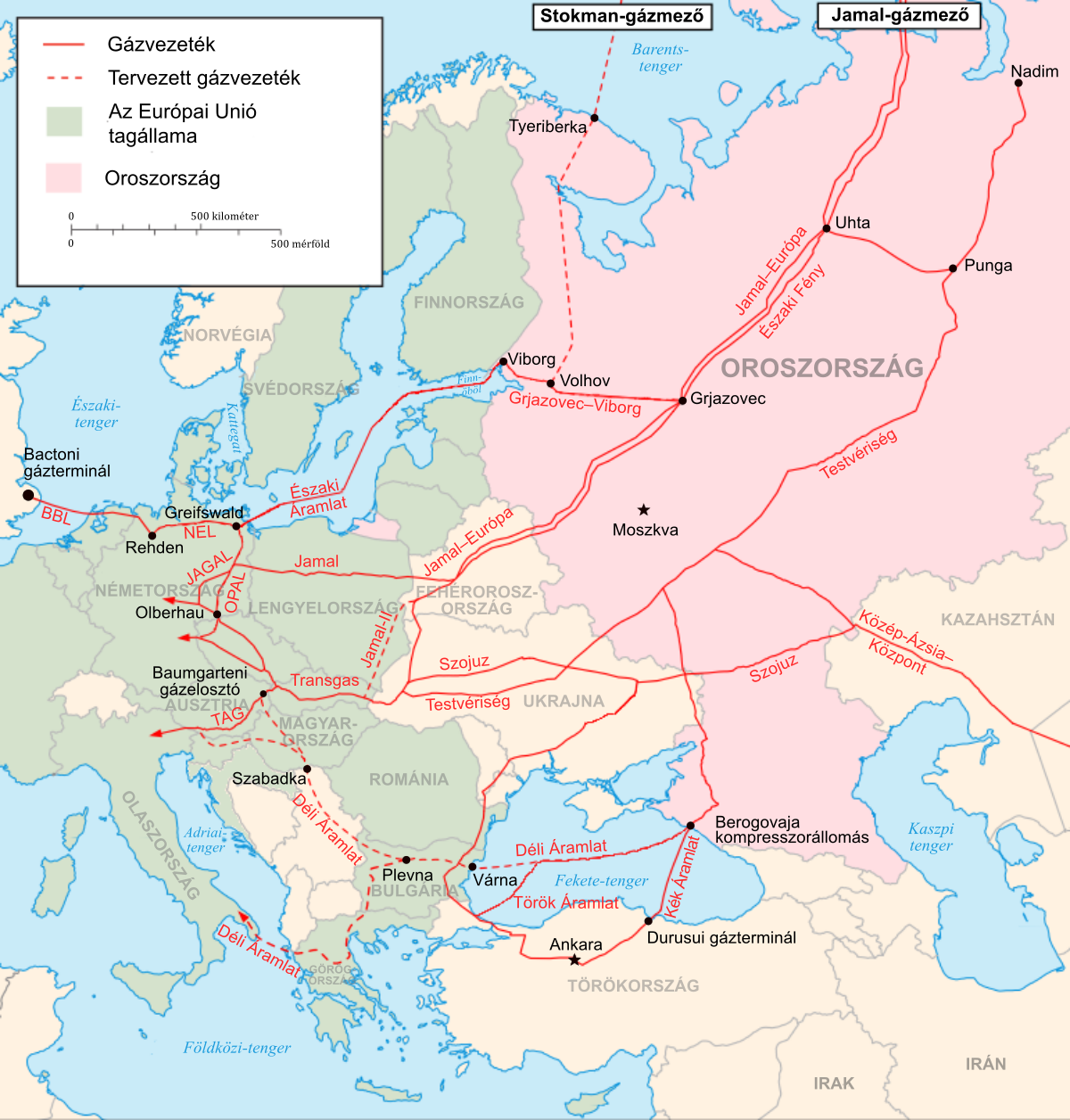
Az európai gázvezetékek (2009)

Az orosz–ukrán gázvita egy már több éve húzódó, a 2000-es évek elején kezdődött, a földgáz szállításával kapcsolatos vita az állami tulajdonban lévő orosz Gazprom és Ukrajna között. Ennek során az ukrán fél a földgáz elszámolási árát vitatja, míg az oroszok rendszeresen az Európába tartó tranzitvezetékek megcsapolásával vádolják az ukrán Naftohaz céget. Az eddigi legsúlyosabb helyzet 2009 januárjában alakult ki, amikor is szinte teljesen megszűnt a gázszállítás, több európai ország gázellátását veszélyeztetve.

## Háttere
A Szovjetunió összeomlásakor számos új állam keletkezett, így az egykori gázmezőkön több ország osztozik. A legjelentősebb készletek Oroszországhoz kerültek, de jó minőségű és nagy készletek jutottak Türkmenisztánnak is. A tranzitútvonalak viszont a földrajzi helyzet miatt főleg Ukrajna és Fehéroroszország területén haladnak nyugati irányba, csak kevés az alternatív útvonal. Ezek egy része Törökországon, illetve a balkáni államokon keresztül vezet Európába. Emiatt Oroszország kiszolgáltatott szállítópartnereinek, de ugyanígy Ukrajnának is elengedhetetlen bevételt jelentenek a szállításból származó díjak.

## Első krízis 2005–2006-ban

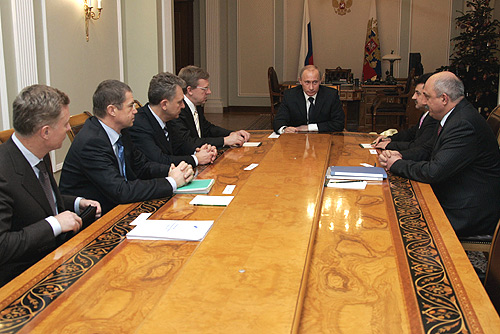
Vlagyimir Putyin orosz elnök találkozója 2005. december 29-én Alekszej Kudrin orosz pénzügyminiszterrel, Viktor Hrisztyenko orosz energiaügyi miniszterrel, Alekszandr Medvegyevvel, a Gazprom elnökével, Ivan Placskov ukrán energiaügyi miniszterrel és Olekszij Ivcsenkóval, a Naftohaz vállalat elnökével

Az ukrán narancsos forradalom után az országban a nyugatbarát Viktor Juscsenko és Julija Timosenko vezette pártok vették át a hatalmat, az addigi oroszbarát Viktor Janukovics helyett. A helyzetre az immáron megerősödött Moszkva úgy reagált, hogy elkezdte megemelni az ukránoknak szállított földgáz árát 160 USD-ra, amit addig mélyen a piaci ár alatt adott el. Ez rögtön vitához vezetett, az ukránok sokallták az árat, erre a Gazprom napokra csökkentette az átszállított gáz mennyiségét 2005 márciusában.

## 2007–2009 közötti viták
A két ország folyamatosan tárgyalt egymással a földgáz áráról. A tárgyalások minden évben márciusban kezdődtek, és általában decemberig nem született egyezség. 2008 júniusában Oroszország megpróbálta bevonni az Európai Uniót (EU) közvetítőként, de részben az orosz–grúz háború miatt ettől az Unió elzárkózott.

## A 2009. januári krízis

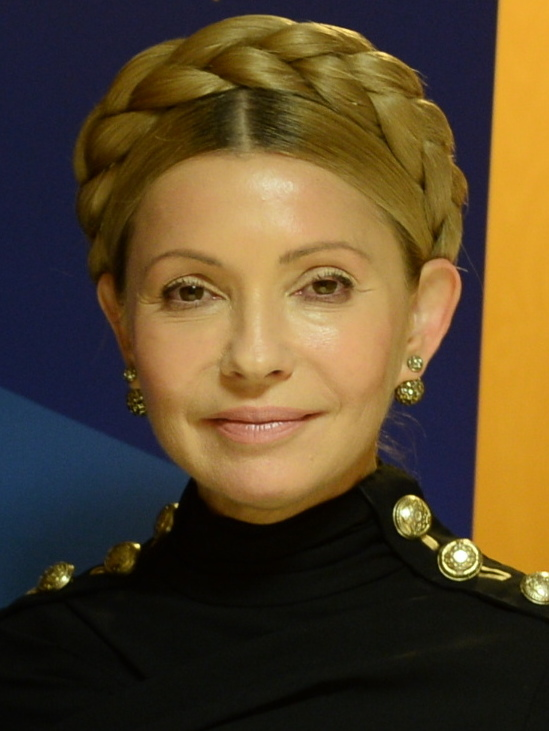
Julija Timosenko Ukrajna miniszterelnöke

Január 1-jén a Gazprom ismételten bejelentette, hogy nem sikerült megállapodnia az ukránokkal, elszámolási vitáik voltak és Ukrajna nem fizette ki 2008-as tartozásait. Az ukrán fél szerint rendben megtörténtek a kifizetések. Az oroszok az európai, vagyis kb. 450 USD árral szemben csak 250 USD árat követeltek, ezzel szemben a Naftohaz csak 174 USD-t hajlandó adni. Emiatt Oroszország leállította az Ukrajnának szóló gáz szállítását, Ukrajna viszont megcsapolta az Európába irányuló gázmennyiséget. Oroszország a hiány visszatáplálását követelte és a vita odáig fajult, hogy az egész gázszállítás leállt. Ez a helyzet állt fenn egészen vasárnapig (január 11.), amikor is az orosz, ukrán kormányok, valamint a Unió soros elnöki tisztségét ellátó Csehország diplomatái aláírták a megegyezési nyilatkozatot. A helyszínre érkeztek a nemzetközi megfigyelők, hogy ellenőrizzék a szállítások újraindítását, valamint a leszállított gáz mennyiségét és nyomását. Az orosz fél által aláírt szerződéshez az ukrán fél önhatalmúlag kiegészítést fűzött, amit az orosz fél tiltakozására visszavont. A szállításokat azonban Ukrajna technikai nehézségekre hivatkozva megakadályozta. Végül Moszkvában Putyin és Timosenko miniszterelnökök január 17-én megegyeztek az Ukrajnának szállítandó gáz árában. Eszerint Ukrajna 2009-ben az európai árból 20% engedményt kap és a gáztranzit díja változatlan marad. 2010-től a gázár teljes mértékben igazodik az európai árhoz. A megállapodást 10 évre kötötték meg. A kormányfői megállapodás alapján a Naftohaz és a Gasprom cégek igazgatói ugyancsak Moszkvában tisztázták a gázszállítás technikai részleteit és az erről szóló megállapodás a kormányfők jelenlétében január 19-én aláírták. Ezt követően a gázszállítás rendben megindult Európába és Ukrajnába.

### Magyarországon
Január 6-ára leállt a Magyarországra küldött gázszállítás is, ami már az előző napokban is kisebb nyomáson és kevesebb mennyiséggel érkezett. Mindezek hatására még 6-án este elrendelték az I. rendű, majd 7-én, szerdán már a II. kategóriájú gázkorlátozást is, amely a nagy ipari fogyasztókat érintette. Emiatt számos nagyüzem leállt. Várható volt, hogy még további korlátozásokat is el kell rendelni. Éppen ebben az időszakban igen zord, hideg idő alakult ki az ország és Közép-Európa felett, akár ‒20 °C-os hidegek is előfordultak. Egyes előrejelzések szerint a készletek maximális kitermelés mellett már csak napokig tarthatóak ezen a szinten, emiatt is a miniszterelnök javaslatára a január 10-ére, szombatra esedékes munkanapot nem most, hanem csak március 28-án kell ledolgozni. Az okok között szerepelt a rendkívüli hideg, mert megugrana az ország gázfogyasztása a munkanap miatt. Szerbia magyar segítséget kért, ezt a saját rossz helyzetünk miatt először nem tudtuk teljesíteni, később már a kedvezőbb helyzetre való tekintettel igen. A január 7-8-ai melegebb időjárásnak, (1 °C-al melegebb volt az előrejelzettnél), az Ausztria irányából érkezett, német Ruhrgas által szállított először még napi 1,5 millió, 8-án, csütörtökön várhatóan már 4 millió m³ pluszban küldött földgáznak, valamint a stratégiai tartalékok megnyitásának köszönhetően 8-án reggel a gazdasági miniszter feloldotta a II. korlátozó kategóriát. Azonban figyelmeztetett, hogy ha a helyzet ismét romlik, újra elrendelhetnek akár magasabb kategóriájú szigorítást is. Ennek ellenére Gyurcsány Ferenc egy nyilatkozatában kijelentette, hogy az ország fog segíteni valamennyire a szerbeknek. Ódor Ferenc fideszes politikus, a Megyei Önkormányzatok Szövetségének elnöke január 8-án bejelentette, hogy háromnapos középiskolai tanítást szünetet rendelnek el január 12-14 (hétfő-szerda) között a gázkrízisre való tekintettel. A döntést mindegyik fideszes vezetésű megye pozitívan értékelte, egyedül az egyetlen MSZP-és vezetésű Heves megye nem állt mellé. Azonban a Kormányszóvivői Iroda tájékoztatása szerint a közoktatási törvény szerint nem lehet ilyen esetekben szünetet elrendelni, ezért ennek végrehajtását fel akarták függeszteni. Mégis, nem minden megyében, de egyes helyeken volt tanítási szünet. Január 11-én, amikor is bejelentették ukrán-orosz források, hogy megegyeztek a szállításról, a Földgázszállító Zrt. közölte, hogy a nyomást fenntartották a vezetékekben, így azonnal tudják fogadni az érkező gázt. A gázszállítás azonban csak az orosz és ukrán kormányfők január 17-i és cégeik január 19-i megállapodása után indult meg.

#### Gazdasági hatásai

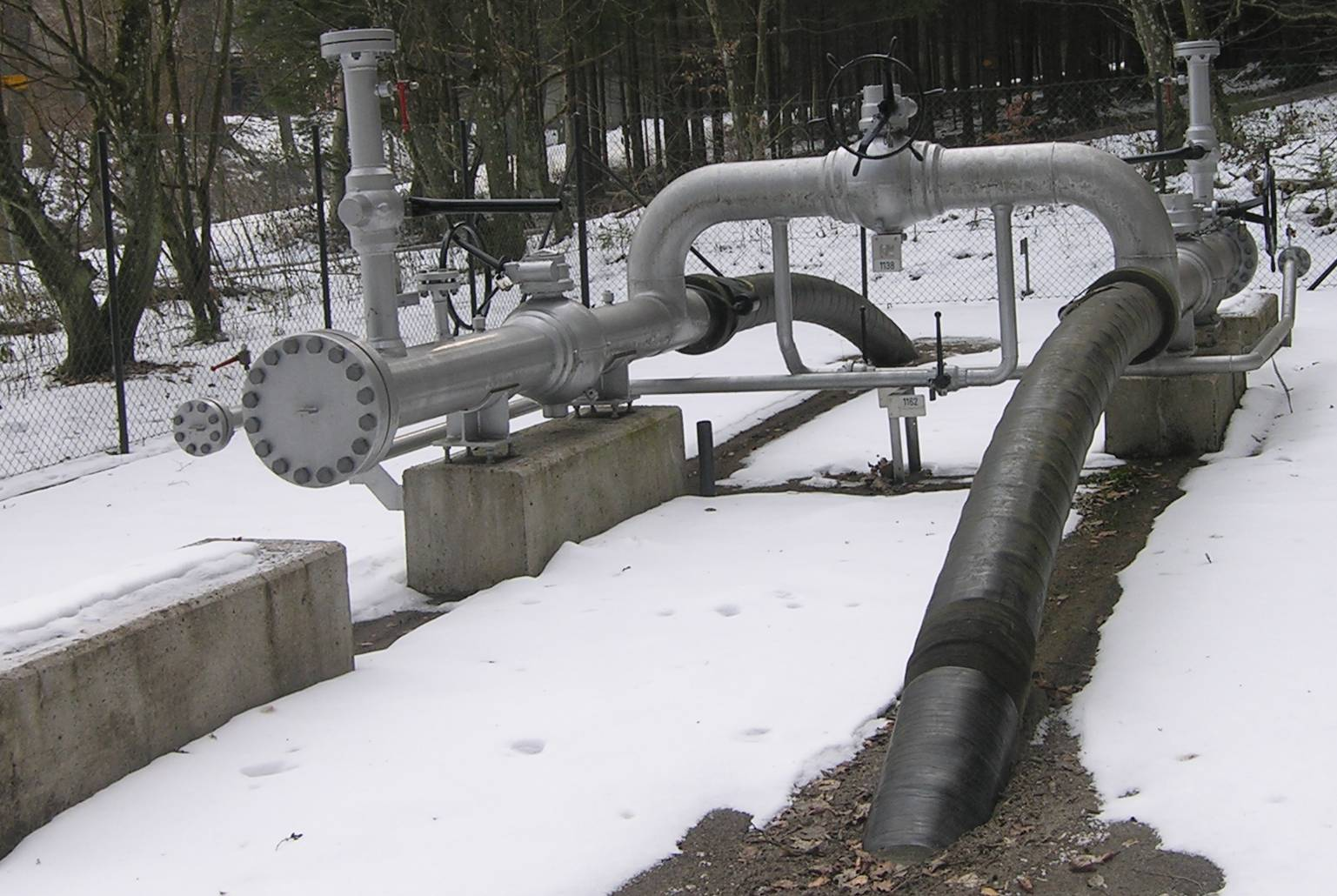
Ipari gázvezeték

A legnagyobb gondot egyes nehézipari üzemek, valamint egyes energiaigényes gyártási technológiát használó vállalatok kerültek, a Tondach leállította az összes magyarországi üzemét, ugyancsak leállt az esztergomi Suzuki-gyár, a gyulai Húskombinát, a Wienerberger cégcsoport békéscsabai, bátaszéki, valamint kőszegi gyárai. Számos további üzem erőteljesen kénytelen volt csökkenteni termelését. A gázzal elektromos energiát előállító hőerőművek pedig átálltak a kissé drágább kőolajra.

### Más európai országokban
Válsághelyzetbe került több európai, főleg kelet-közép európai ország is, mivel sok közülük szinte teljesen, vagy jelentős mértékben az orosz gáztól függ. Mivel egyes helyeken tartalékok is alig vannak, így ott rövid időn belül igen súlyosra fordult a gázkrízis.
- Bosznia-Hercegovina

Bosznia-Hercegovinában kritikus helyzet alakult ki, lévén az ország 100%-ban az orosz importgázra szorul. Az ország Magyarországon keresztül kapja rendes esetekben az energiahordozót, azonban ennek szolgáltatása január 7-én, kedden 15:25-kor leállt, így Molnár Csaba gazdasági miniszter bejelentette, hogy Magyarország nem tudja teljesíteni szállítási kötelezettségeit, hiszen maga sem kap. Ezért leállt a Boszniába tartó gázszállítás is. Súlyosbítja a helyzetet, hogy az ország gyakorlatilag nem rendelkezik tartalékkal, ezért ideig-óráig tartható csak a helyzet. A bosnyák illetékesek január 7-én felkérték a lakosságot alternatív fűtési módok bevezetésére. Szarajevóban szinte rögtön elkezdett csökkenni a gázzal fűtött lakások hőmérséklete. 8-ára, szerdára tovább romlott a helyzet, az emberek megrohamozták a bevásárlóközpontokat és felvásárolták a fűtőtesteket, radiátorokat. A fővárosban már több tízezer lakásban nincsen fűtés. Január 10-étől javult kicsit a helyzet, mert Magyarország bejelentette, hogy a német E. On Ruhrgas-zal közösen napi 1-1,5 millió m³-t szállít az országnak.
- Bulgária

Bulgáriában alakult ki rövid időn belül az egyik legnagyobb krízis, lévén az ország teljes egészében az orosz földgázra támaszkodik, sem más alternatív útvonal, se jelentős hazai kitermelése nincsen. Ezért a bolgár kormány már január 8-án, csütörtökre virradóra drasztikus lépésekre szánta el magát. Minden olyan ipari üzemet leállítottak, ami termelését teljesen le tudja állítani károsodás nélkül, a hőerőműveket átállították kőolajtüzelésre. A cél az, hogy az ország napi 12 millió m³-es fogyasztását leszorítsák 7 millió m³-re. Bulgária gázfogyasztása egyébként jóval alacsonyabb a hasonló nagyságú Magyarországhoz képest, hiszen hazánk kb. 60 millió m³-t használ fel. Így várhatóan a bolgár lakosokat kevésbé fogja érinteni a válság, szemben az iparral, amely napi mintegy 342 millió dolláros veszteséget kénytelen elkönyvelni a már amúgy is megrendült gazdasági környezetben. Január 8-ára tovább romlott a helyzet, több nagyvárosban, Szófiában, Plovdivban központilag csökkentették a fűtést, emiatt Boszniához hasonlóan itt is vásárlási láz alakult ki, az ipari üzemek leállítása mellett.
- Csehország

Csehország kicsit jobban állt szomszédjainál, mivel ők nem annyira függenek az orosz importtól, a napi kb. 50 milliós m³-es fogyasztásuk szinte teljes egészében tudják pótolni az északi vezetékből, amin norvég gáz érkezik. Azonban a norvég állami energiakonszern, a StatoilHydro kijelentette, hogy a kitermelés már 100%-on pörög és nincs azt lehetőség tovább fokozni.
- Horvátország

Horvátország 40%-ban szorul rá az Ukrajnán keresztül érkező orosz gázra, így ott is 100%-os volt a kiesés. A kritikus helyzet miatt ismét német-magyar segítséggel, Ausztrián át érkezett az országba január 10-től napi 1 millió m³ földgáz. A segítség ellenére is a horvát kormány kénytelen volt tovább szigorítani a gázfelhasználást, a döntés értelmében szünetel az ország nagyobb ipari felhasználói részére a gázszolgáltatás. Az intézkedés több száz vállalkozást érint. A korábban bevezetett intézkedések mellett ugyan stabilan működött az országban az ellátási rendszer, de az elhatározott korlátozásoknak a felhasználók nem tettek eleget, és közben a hőmérséklet rendkívül hidegre fordult.
- Macedónia

Macedónia szintén nagyon rossz helyzetben volt, hiszen az ország teljes egészében kiszolgáltatott az orosz importnak, annak aránya maximális, 100%. Számottevő tartalékokkal viszont nem rendelkezik, így rövid időn belül ott is összeomolhat a gázszolgáltatás.
- Románia

Románia kicsit kedvezőbb helyzetben volt szomszédainál, mivel az országnak jelentős földgázmezői vannak az Erdélyi-medence területén, ahonnan fogyasztásának kb. 65%-át önerőből is képes biztosítani. Bár a román gazdasági miniszter elsőként jelentette be a szállítások megszakadását, az országot nem érintette olyan súlyosan a krízis. Csupán néhány székelyföldi iskolában állt le a tanítás a rendkívüli hideg, de nem a gázellátás elégtelensége miatt.
- Szerbia

Szerbia téli napi 10 millió m³-es fogyasztásából 6 millió a lakosságé. A földgáz nélkül maradt országnak egy napra elegendő tartaléka volt, ami hamar elfogyott. Božidar Đelić kormányalelnök szerint a 2005-ben elfogadott energetikai stratégia használhatatlan volt. Az ipar jelentős része leállt, a belgrádi távfűtőművek átálltak a fűtőolajra. A 200 ezer egyéni gázfelhasználó közül 180 ezer a Vajdaságban él, itt azonban nem volt lehetőség átállásra. Leállt a távfűtés Újvidéken, Szabadkán, Nagybecskereken, Pancsován, Versecen és Óbecsén. Január 9-től Magyarország napi 2 millió, 10-től Németország napi 3 millió m³ földgázt adott el az országnak. Így január 10-étől közös magyar-német erőfeszítéssel napi 4-4,5 millió m³ gázt sikerült Szerbiának juttatni, ami az ottani felhasználás jelentős részét kielégíti.
- Szlovákia

Szlovákiát szintén érzékenyen érintette a válság, ugyanis az ország szintén kizárólag csak orosz földgázra támaszkodik. Így ott már kedden elrendelték a szükségállapotot, korlátozták az ipari nagyfogyasztókat. Robert Fico kormányfő sürgette a megegyezést, valamint a Visegrádi négyek is összeültek Pozsonyban. A szlovák kormány bejelentette, hogy az Apátszentmihályban található, 2008-ban átmenetileg leállított Bohunicei atomerőmű 2-es reaktorát újraindították január 11-én, mivel félő volt, hogy a gázhiány miatt leállított hőerőművek híján összeomlik az áramszolgáltatás. Szlovákiában a lakosságot nem érintette a gázkorlátozás.

## Politikai következmények

### Az Európai Unióban
2008 decemberében és a gázszállítás leállításáig még 2009 januárjában is az EU nem kívánt beavatkozni a szerinte csak Oroszországra és Ukrajnára tartozó vitába, miután azonban a közép-európai EU-tagállamokba is megszűnt a szállítás, hirtelen megpróbált közvetíteni a két fél között. Az EU tagállamainak energetikai miniszterei is csak január 12-én találkoznak Brüsszelben, hogy megtárgyalják a gázvita hatását az Unióra.
Szinte minden érintett ország és az EU is élesen bírálta a válság kirobbanásáért felelős két államot. Erősödött az igény arra, hogy az érintett régióbeli országok közös stratégiát, közös szállítóhálózatot (NETS) és tárolókapacitásokat hozzanak létre, valamint a Nabucco gázvezeték megépítésével csökkentsék az Oroszországtól való függésüket.

### Magyarországon
Magyarország diplomáciai offenzívát indított, hazahívta épp szabadságon lévő orosz és ukrán nagykövetét, valamint berendelte a Külügyminisztériumba a budapesti orosz és ukrán nagykövetet. A kormány szerint elfogadhatatlan, hogy az orosz-ukrán vita árát a magyar fogyasztók fizessék meg. Hasonló tartalmú nyilatkozatot küldött a többi európai állam is, kezdeményezve a tárgyalások újraindítását.
Nem egészen másfél évvel korábban, 2007 márciusában Gyurcsány Ferenc még így nyilatkozott az International Herald Tribune-nek: „A Nabucco régi álom, de az országnak nem álmokra, hanem tervekre van szüksége.” Az eset nagy port vert fel, több külföldi szaklap is úgy vélte, hogy a Gyurcsány-kormány Oroszországgal külön megállapodást kötött. Ezt erősítette, hogy Gyurcsány akkor már rövid időn belül harmadjára találkozott Vlagyimir Putyin orosz elnökkel.
Gyurcsány szerint előnyösebb lenne a Nabucco, de a lényeg továbbra is az, hogy melyik vezetékből érkezik gáz. Amikor aláírta a Déli Áramlatról szóló szerződést, azt nyilatkozta, hogy az „oroszok egyszerűen gyorsabbak voltak”. Daróczi Dávid kormányszóvivő nyilatkozat szerint Gyurcsány mindvégig támogatta a Nabucco ötletét, hiszen az lenne a legjobb, ha meg lehetne szüntetni az orosz gázfüggőséget.
A gázkrízis bekövetkezte után Gyurcsány aktívabban kezdett foglalkozni a Nabucco-projekt előkészítésével és konferenciát szervezett annak elősegítésére.

## Lásd még
- Barátság kőolajvezeték
- Kék Áramlat
- Nabucco (gázvezeték)